# Trois petites notes de musique
Pistes de BO du film Une aussi longue absence
- Générique
(A2)
Trois petites notes de musique est une chanson française écrite par Henri Colpi

## Historique
Cette chanson est créée sur une musique de Georges Delerue pour le film Une aussi longue absence d'Henri Colpi. Ce premier film de ce réalisateur obtient à la fois la Palme d'or du Festival de Cannes et le Prix Louis-Delluc. La chanson y est interprétée par Cora Vaucaire (1961),.
EIle fait ensuite l'objet de plusieurs reprises.

## Reprises
- 1961 : par Yves Montand sur le 45 tours EP Philips 432.701 BE[3].
- 1961 : par Marc et André sur le 45 tours Disques Vega V 45 P 2111.
- 1971 : par Juliette Gréco sur l'album Face à face, 33 tours 30 cm Philips 63311 073.
- 1983 : par Yves Montand dans le film de Jean Becker, L'Été meurtrier, avec Isabelle Adjani, Alain Souchon, Michel Galabru, ...
- 1990 : par Lambert Wilson dans son spectacle au Casino de Paris, CD Lambert Wilson chante / Live (Disques Trema, 1991).
- 1997 : par le Trio Patrick Bouffard (avec Anne-Lise Foy au chant), CD Rabaterie (Acousteack, label de Boucherie Productions, en 1997, réédité chez L'autre distribution, éditions Modal, en 2003) et Patrick Bouffard & Anne-Lise Foy en bal (L'autre distribution, éditions Modal, en 2003).
- 2017 : par Tue-Loup sur l’album Total Musette (Disques La LéZarde)